# کلر کنفیفر

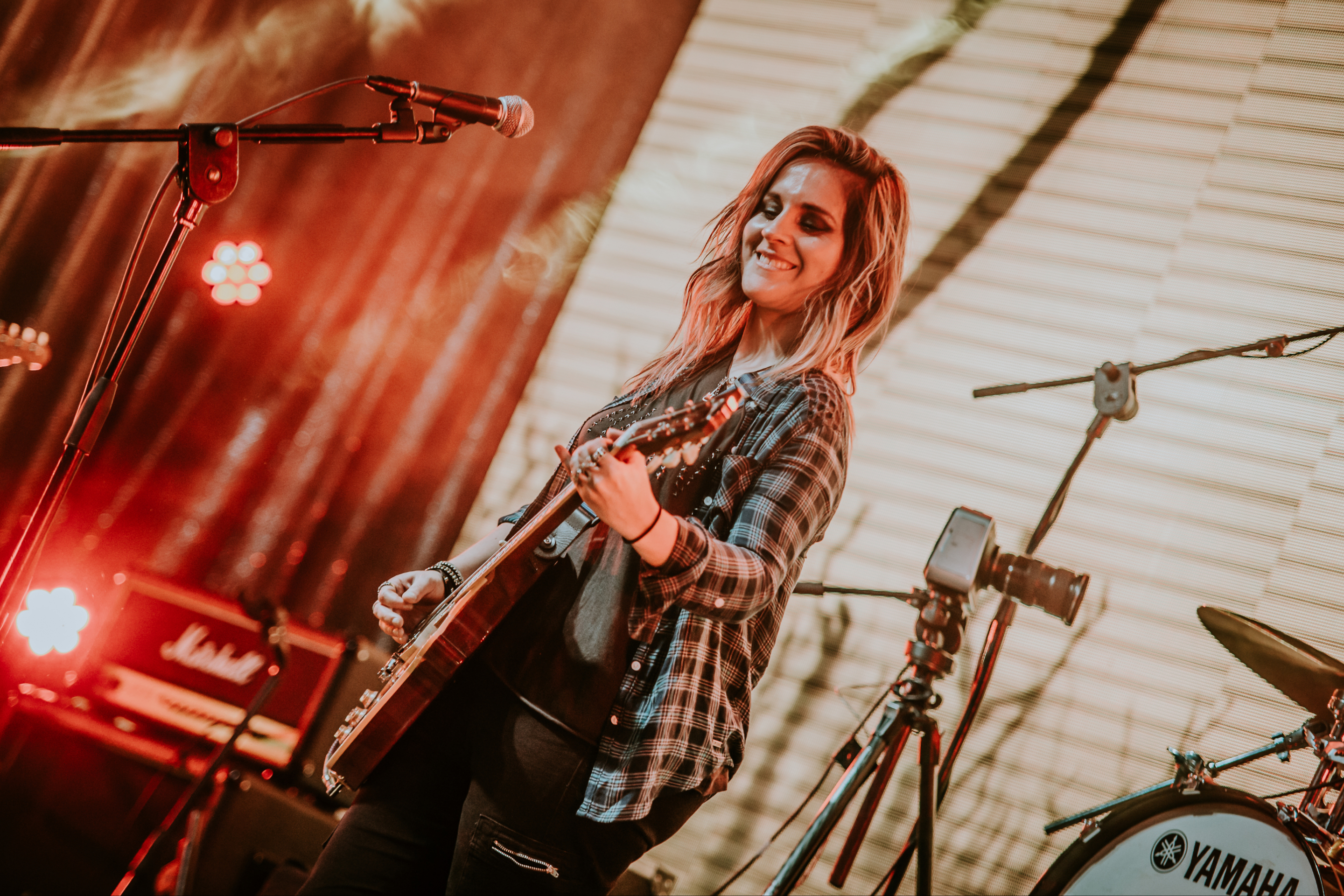

کلر کنفیفر (به سانتیاگو، شیلی، ۱۷ سپتامبر ۱۹۸۲) یک گیتاریست، آهنگساز و خواننده شیلیایی است. او به عنوان یک نوازنده تا به امروز دو آلبوم دارد. «K9» (۲۰۱۵) و «Agenesis» (۲۰۱۹)، هر دو با اشعاری که از سؤالات سیاسی و اجتماعی، مانند فمینیسم و سوء استفاده و همچنین مضامین معنوی مانند عشق و تنهایی و غیره، با راک مرتبط هستند سروده شده‌اند.
کلر کنفیفر در سال ۲۰۱۵ معلم گیتار در مدرسه موسیقی و فرنچایز School of Rock شد. امروز او مدیر موسیقی یکی از سالن‌های آن در شیلی است. در همان سال او اولین آلبوم خود به نام "K9" را منتشر کرد که توسط یک کمپین تأمین مالی جمعی در میان پیروانش تأمین مالی شد. این آلبوم درها را به روی او باز کرد تا نمایش‌هایی را برای گروه‌های Mr Big (2015) و جیمز بلانت (۲۰۱۷) باز کند. در سال ۲۰۱۹، او دومین آلبوم خود را به نام "Agenesis" منتشر کرد، آلبومی که همچنین توسط یک کمپین موفق سرمایه‌گذاری جمعی تأمین مالی شد. این آلبوم دوم درها را به روی او باز کرد تا برنامه‌های اسلش و گروه آمریکای شمالی L7 را باز کند، علاوه بر این که تک آهنگ خود "Nunca más" را در رادیو Futuro و Radio Sonar قرار داد.